# Hatgachha
Hatgachha è una suddivisione dell'India, classificata come census town, di 5.560 abitanti, situata nel distretto di Howrah, nello stato federato del Bengala Occidentale. In base al numero di abitanti la città rientra nella classe V (da 5.000 a 9.999 persone).

## Geografia fisica
La città è situata a 22° 25' 27 N e 88° 03' 08 E.

## Società

### Evoluzione demografica
Al censimento del 2001 la popolazione di Hatgachha assommava a 5.560 persone, delle quali 2.938 maschi e 2.622 femmine. I bambini di età inferiore o uguale ai sei anni assommavano a 503, dei quali 252 maschi e 251 femmine. Infine, coloro che erano in grado di saper almeno leggere e scrivere erano 4.431, dei quali 2.472 maschi e 1.959 femmine.